# 箕島站
箕島站（日语：／ Minoshima eki */?）是位於和歌山縣有田市箕島，屬於西日本旅客鐵道（JR西日本）的紀勢本線（紀國線）車站。此站為有田市的代表車站，部分特急「黑潮」停此站（主要是來往新大阪〜白濱之間的班次）。往御坊站方向的多班普通列車需在此站進行待避，等待特急列車（在2010年3月時間表修正中，和歌山方向需待避的列車班次有1班。截至2013年3月16日，每日設有數班和歌山方面需要待避）。

## 歷史

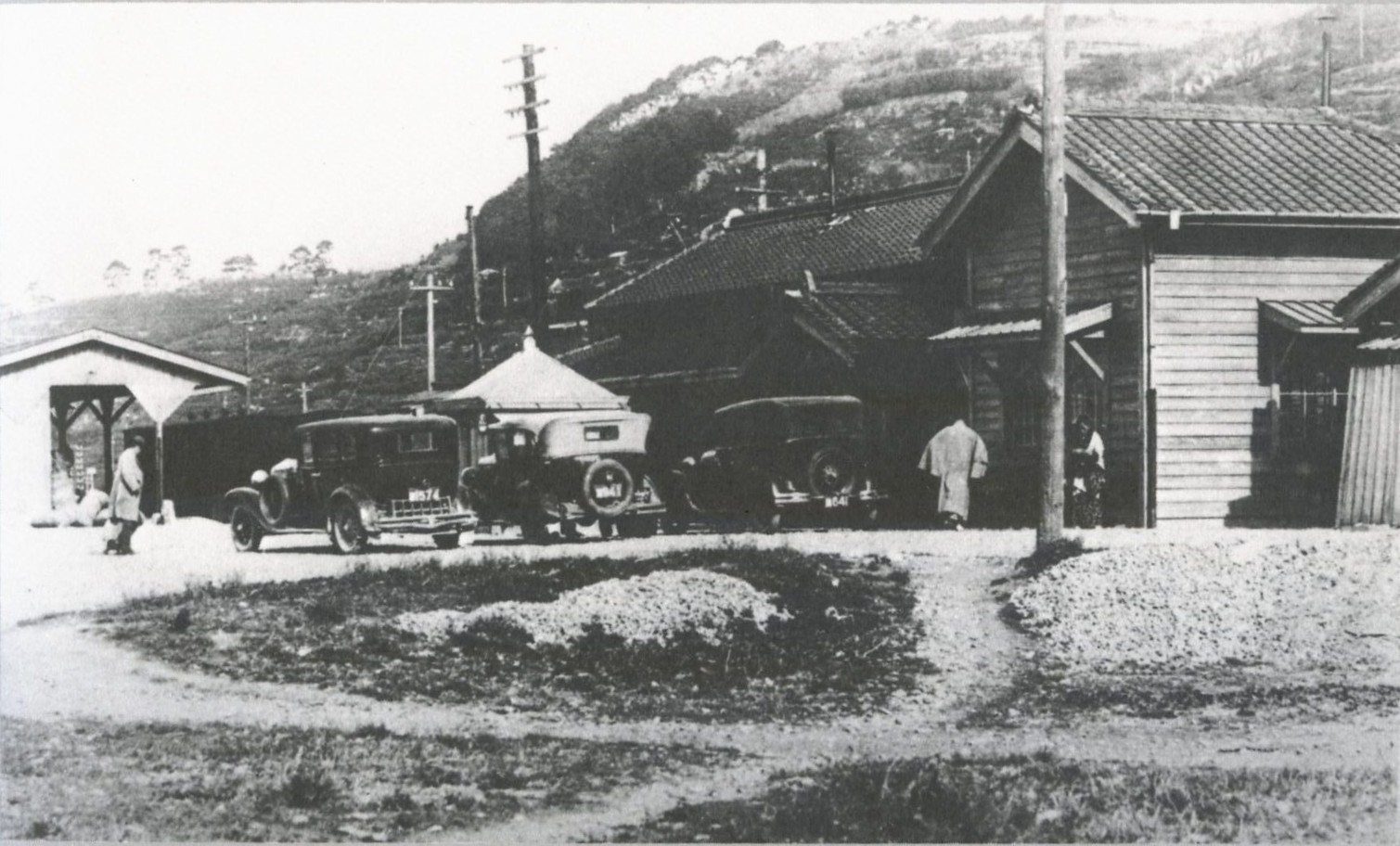
1933年的箕島站

- 1924年（大正13年）2月28日 - 國鐵紀勢西線和歌山站（現時為紀和站）至此站開通，此站啟用[1]。
- 1925年（大正14年）12月11日 - 國鐵紀勢西線此站至紀伊宮原站開通[1]。
- 1959年（昭和34年）7月15日 - 三木里站至新鹿站之間開通，同時路線由紀勢西線改名為紀勢本線[1]。
- 1980年（昭和55年）10月1日 - 實施時間表修正，部分特急「黑潮」列車停此站。
- 1987年（昭和62年）4月1日 - 伴隨國鐵分割民營化，車站由西日本旅客鐵道（JR西日本）營運[1]。
- 2008年（平成20年）5月1日 - 開始為期3個月的的廁所重建工程。此時，設置了臨時廁所。
- 2011年（平成23年）9月中旬 - 開始進行車站前迴旋路工程，當時目標是在同年12月下旬完成。
- 2012年（平成24年）6月1日 - 引入地區站長制度，設置地區站長。
- 2016年（平成28年）12月17日 - 車站可以使用「ICOCA」智能卡[2]。
- 2020年（令和2年）2月29日 - 當時下午8時後，綠色窗口結業。
- 2020年（令和2年）3月1日 - 綠色售票機Plus（日语：みどりの券売機プラス）開始使用。

## 車站構造
此站為設有1面1線的單式月台和1面2線的島式月台，共有2面3線混合式月台的地面車站。站房位於單式月台1號月台側，島式月台2、3號月台設有跨線橋連接站房。
此站為直營車站，也是御坊站（管理車站）旗下的地區車站，並設有管理廣川海灘站至黑江站之間各站的地區站長。此站過去由海南站管理，但該站在2012年6月不再成為管理車站，使此站改由御坊站管理。站內設有綠色售票機Plus和1台自動體外心臟去顫器（AED）。此站的站房在啟用時投宿使用。此站也指定為「兒童110號之車站」。
2014年3月尾，此站設置了升降機。

### 月台
| 月台 | 路線   | 方向                       | 備註             |
| ---- | ------ | -------------------------- | ---------------- |
| 1    | 紀國線 | 和歌山、天王寺、新大阪方向 |                  |
| 2    | 紀國線 | 和歌山、天王寺方向         | 部分普通列車使用 |
| 2    | 紀國線 | 御坊、白濱、新宮方向       | 部分普通列車使用 |
| 3    | 紀國線 | 御坊、白濱、新宮方向       |                  |

- 以上的路線名是使用旅客資訊上的名稱（愛稱）。
- 1號月台為下行本線，3號月台為上行本線。2號月台為上下行共用的待避線（中線），以等待後方的特急列車停站或通過。在2010年3月13日時間表修正時，和歌山方向的待避列車當中設有除鏽列車（日语：錆取り列車），每日1次使用2號月台。

## 使用狀況
以下列出近年1日平均乘車人次。
| 年度   | 一日平均 乘車人次 |
| ------ | ----------------- |
| 1998年 | 2,284             |
| 1999年 | 2,155             |
| 2000年 | 2,095             |
| 2001年 | 2,086             |
| 2002年 | 2,081             |
| 2003年 | 2,060             |
| 2004年 | 1,994             |
| 2005年 | 1,927             |
| 2006年 | 1,888             |
| 2007年 | 1,801             |
| 2008年 | 1,775             |
| 2009年 | 1,731             |
| 2010年 | 1,786             |
| 2011年 | 1,748             |
| 2012年 | 1,738             |
| 2013年 | 1,767             |
| 2014年 | 1,665             |
| 2015年 | 1,712             |
| 2016年 | 1,714             |
| 2017年 | 1,747             |

## 車站周邊

箕島市面

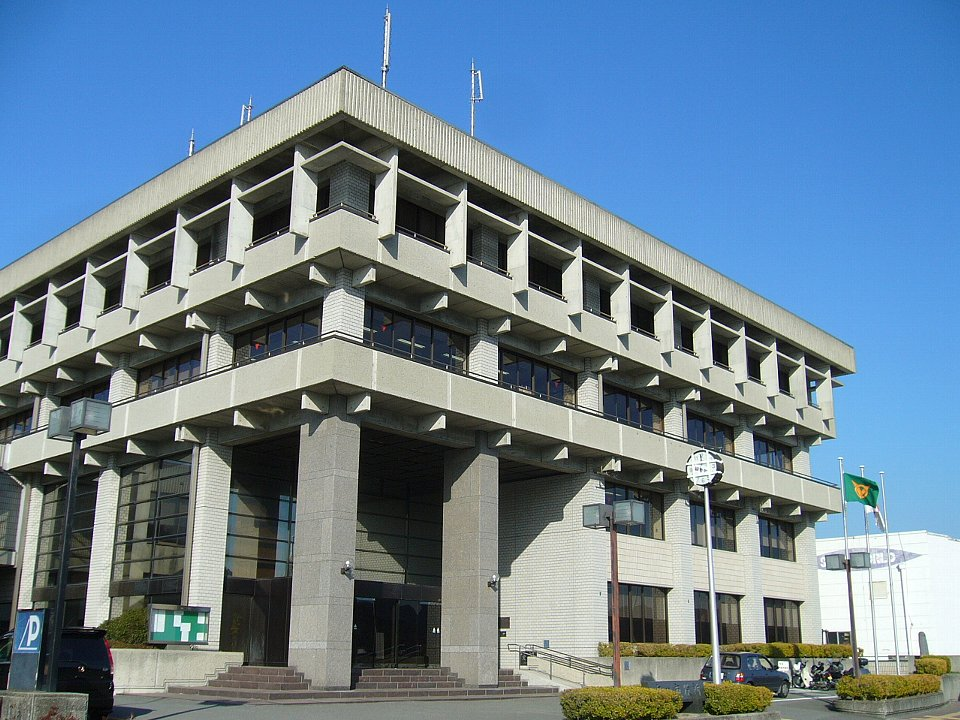
有田市政廳

車站周邊是有田市中心和市區。此外，為有田蜜柑的出產地。
- 有田市政廳
- 有田市消防總部（日语：有田市消防本部）
- 有田市文化福祉中心
  - 有田市立圖書館
  - 有田市鄉土資料館
- 箕島郵局（日语：箕島郵便局）
- 紀國信用金庫（日语：きのくに信用金庫）箕島站前分店
- 和歌山縣立箕島高等學校（日语：和歌山県立箕島高等学校）
- 有田市立箕島中學（日语：有田市立箕島中学校）
- 有田市立箕島小學（日语：有田市立箕島小学校）
- 箕島幼兒園
- OKUWA（日语：オークワ）箕島店
- Kohnan（日语：コーナン）箕島店
- 有田溫泉
- 有田川溫泉
- 淨妙寺
- 中紀巴士（日语：中紀バス）巴士站
  - 車站前設有巴士路線（需求巴士（日语：デマンドバス））行走。

## 其他
- 此站為有田市的中心車站，但車站名使用舊町名箕島站（有田從郡名轉為市名）。此外，由於有田站已經被佐世保線有田站使用，因此紀勢本線中的有田站需冠上舊國名，名為紀伊有田站（串本町有田）。
- 使用來往天王寺站或更遠的特急乘客可在此處泊車，在48小時內的停車費免費（泊車轉乘措施，限定8架）。

## 相鄰車站
西日本旅客鐵道
 紀國線（紀勢本線）
- 部分特急「黑潮」停車站

■快速
藤並－箕島－加茂鄉
■普通（包括在阪和線內的快速及紀州路快速列車）
紀伊宮原－箕島－初島

## 注腳
1. 1 2 3 4 5  曾根悟（監修）. 朝日新聞出版分冊百科編集部（編集） , 编. . 朝日百科週刊. 25號 紀勢本線、參宮線、名松線. 朝日新聞出版. 2010-01-10: 18–21.
2. ↑  和歌山県内の特急 「くろしお」号停車駅で、ICOCAがご利用できるようになります！ （页面存档备份，存于） 西日本旅客鐵道 新聞發布 2016年8月9日
3. ↑  こども110番の駅 実施駅 （页面存档备份，存于） - JR西日本（2012年3月15日參閲）
4. ↑   （页面存档备份，存于）有田廣報 2014年4月號
5. ↑  『和歌山縣統計年鑑』及『和歌山縣公共交通機關等資料集』

## 外部連結
- 箕島｜車站資訊：JR出門網 - 西日本旅客鐵道